# El buner d'Ordino

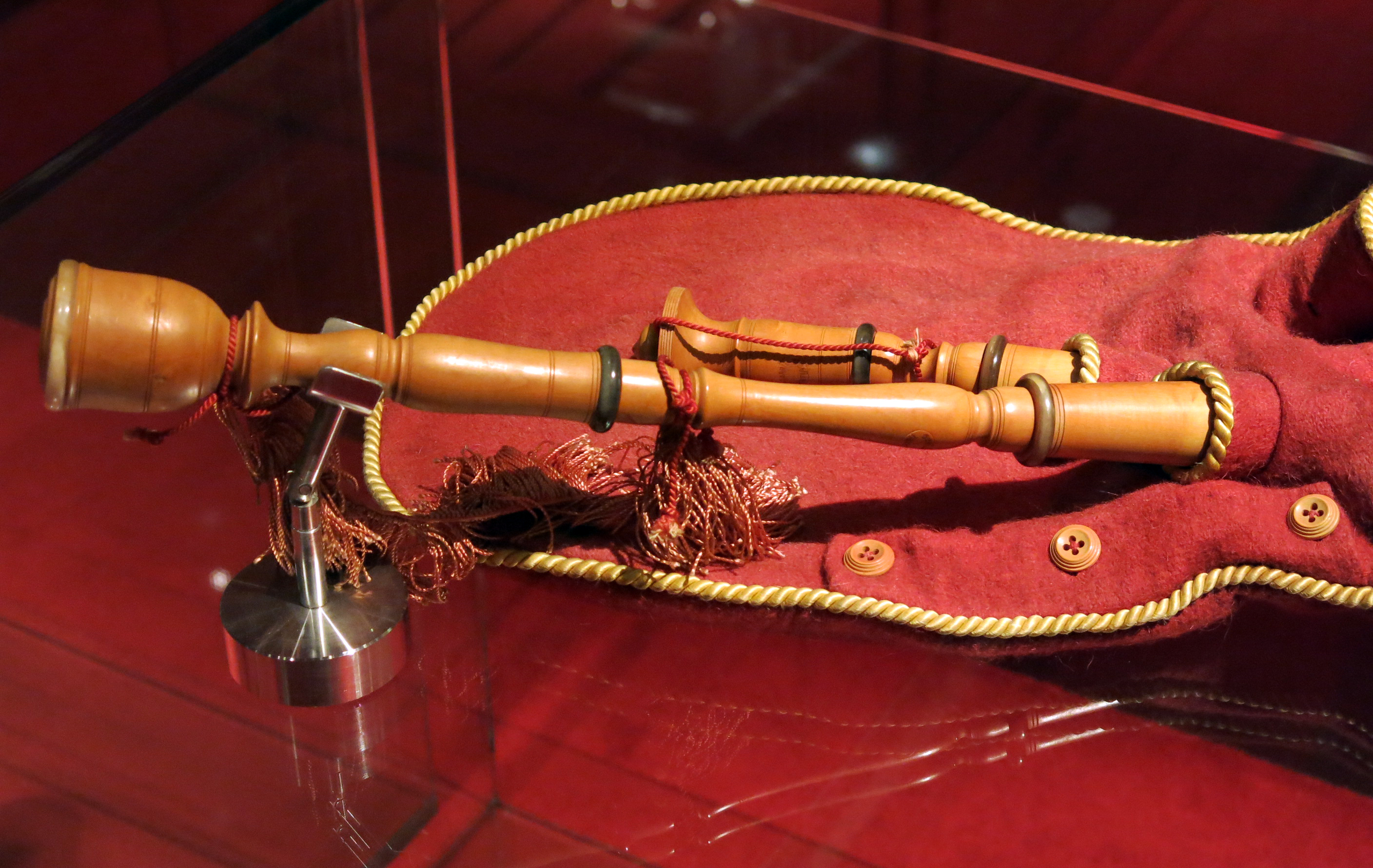
Sac de gemecs au musée de la musique de Barcelone.

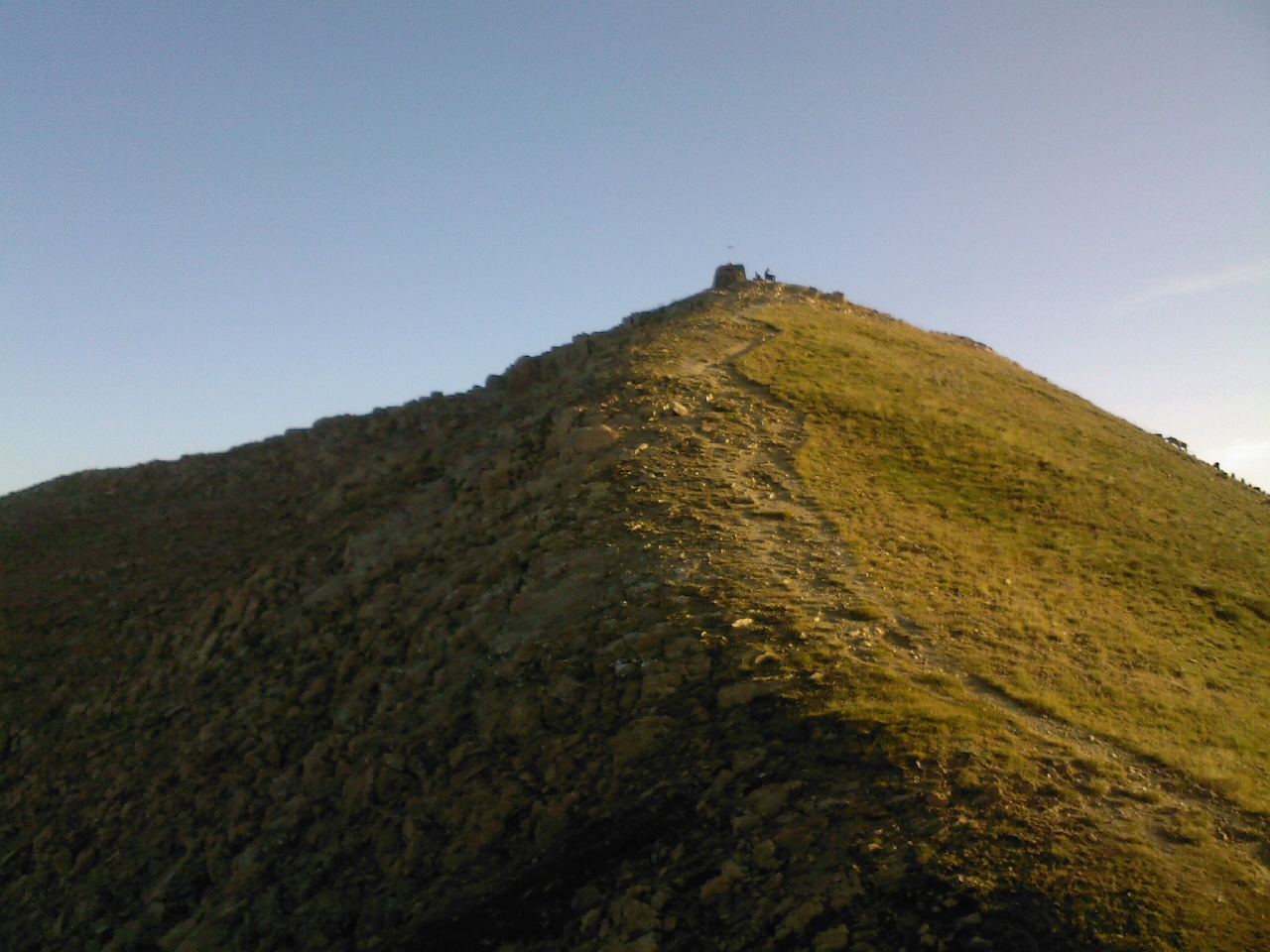
Casamanya

El buner d'Ordino (se traduisant en catalan par « le joueur de cornemuse d'Ordino ») est un conte traditionnel d'Andorre dans lequel un joueur de sac de gemecs repousse des loups qui le poursuivent grâce au son de l'instrument.

## Histoire
Les habitants de la ville de Canillo décidèrent d'embaucher un musicien pour un festival, mais alors que la nuit commençait à tomber, celui-ci n'était toujours pas arrivé. Le joueur avait pourtant bien pris la route pour se rendre au festival, mais il fut surpris par des loups sur la montagne de Casamanya. Après avoir pris la fuite, il se réfugia dans un arbre mais les loups restèrent au pied de l'arbre à l'attendre. Apeuré, le musicien serrait sa cornemuse contre lui. L'instrument produisit ainsi un son qui fit sursauter et prendre la fuite aux loups.
Selon les versions de l'histoire, le musicien fut soit retrouvé le lendemain par une équipe de recherche, soit celui-ci continua de jouer de son instrument tout au long du chemin pour maintenir les loups à distance et arriva en retard à la fête de Canillo,,.

## Représentations
- Un timbre-poste commémorant le conte a été émis en 2002 par la Poste française avec l'inscription "Le joueur de Cornemuse" et "El buner d'Ordino"[5].
- En 2012, la troupe de danse L'Esbart de les Valls del Nord a exécuté une danse basée sur le conte à l'Auditorium National d'Andorre[6].